# فرودگاه بین‌المللی جزیره کاس
فرودگاه بین‌المللی جزیره کاس  (به انگلیسی: Kos Island International Airport) یک فرودگاه همگانی با کد یاتا KGS است که یک باند فرود آسفالت دارد و طول باند آن ۲۳۹۰ متر است. این فرودگاه در کشور یونان قرار دارد و در ارتفاع ۱۲۶ متری از سطح دریا واقع شده‌است.